# 土方辰三
土方 辰三（ひじかた たつぞう、1904年 -1999年）は、日本の英文学者。成蹊大学名誉教授。

## 略歴
旧制・千葉県立佐倉中学校（現在の千葉県立佐倉高等学校）、旧制浦和高等学校（現在の埼玉大学教養部）を経て、東京帝国大学文学部英文科卒業。第五高校(現在の熊本大学教養部)教授、浦和高校教授、東京大学教養学部教授、1965年定年退官。成蹊大学教授、名誉教授。
1975年、イギリスの詩人、A. E. Housmanの熱心な研究者、愛読者により、日本ハウスマン協会(The Housman Society of Japan)が設立された際、会長を務めた。

## 家族
妻の幸は、浦和高校時代の恩師・乙骨五郎（のち成蹊大学学長）の姪。

## 著書
- 『最新英文学読本』(共立語学叢書) 共立出版, 1954
- 『文学の源をたずねて』(河出新書) 河出書房, 1955
- 『文学の源流』(文学・芸術の本) 藤森書店, 1979.3

### 共編著
- 『イギリスの文学』編 (東大教養英語英米文学 東京創元社, 1958
- 『二十世紀作家抄 模範英文の味読と要点』南雲堂学生英語叢書) 編著 1959
- 『イギリス文学史大系 第1 16世紀』北川悌二,多田幸蔵共著 東京大学出版会, 1960
- 『訳註20世紀作家抄』(現代作家シリーズ 別巻) 編著. 南雲堂, 1965

### 翻訳
- A・E・ハウスマン『シロプシアの若人』世界文庫 弘文堂書房, 1940
- ジョージ・ギッシング『ヘンリー=ライクロフトの手記』旺文社・英文学習ライブラリー 訳注 1966.6